# Armungia
Armungia – miejscowość i gmina we Włoszech, w regionie Sardynia, w prowincji Sud Sardynia. Graniczy z Ballao, San Nicolò Gerrei, Villaputzu i Villasalto.
Według danych na rok 2004 gminę zamieszkiwały 584 osoby, 10,8 os./km².